# Georg Holgreen
Georg Nielsen Holgreen, né le 14 février 1795 à Stockholm (Suède) et mort le 12 avril 1843, était un architecte danois. Il a travaillé pour l’administration maritime danoise et, à ce titre, il a conçu un certain nombre de phares danois.
Georg Holgreen était le fils du maître ébéniste Niels Holgreen. Il a été admis à l’Académie royale des beaux-arts du Danemark avant 1805, car il est mentionné comme étant dans la 2e école de construction en 1805. Il a remporté la petite médaille d’argent en 1814 et la petite médaille d’or en 1821 (pour une Académie de cadets) ainsi que la grande médaille d’or en 1825 (pour un bureau de douane). Il a été maître d'œuvre pour Christian Frederik Hansen et Jørgen Hansen Koch.
Malgré ses performances impressionnantes à l’Académie et le travail prestigieux de Christian Frederik Hansen, Holgreen s’est vu confier principalement des tâches de nature technique. Il est mort tragiquement, de sa propre main, après un défaut de construction catastrophique dans le phare de Hanstholm. Le maître maçon, G. Sibbern, admit qu’il avait mal compris les instructions concernant l’épaisseur des murs, mais il maintint que les dessins originaux de Holgreen n’avaient pas été assez précis.
Il épousa Ane Rasmussen (17 septembre 1797 - 18 août 1870), fille de Peder R. et Maren Stephensdatter. Il est enterré au cimetière Assistens à Copenhague.

## Œuvres
- Réparations à l’église Saint-Pierre de Copenhague (avant 1818)
- Réparations à l’hôpital, à l’ancien monastère, à Nykøbing Falster
- Réparations à la cathédrale de Maribo (1818)
- maître d'œuvre de C.F. Hansen dans la construction du palais de Christiansborg (achevé en 1828)
- maître d'œuvre à l’église de Hørsholm (1828)
- Il est responsable de la construction de plusieurs phares sous Jørgen Hansen Koch, dont le phare de Fornæs (démoli en 1839) à Grenå et le phare de Hanstholm
- Résidence du bailli du duel supérieur à Skagen (1831)